# Liviu-Lucian Mazilu
Liviu-Lucian Mazilu (n. 23 noiembrie 1966, Corcova, România) este un senator român, ales în 2016. 